# Дегтярёв, Владимир Иванович (политик)
Владимир Иванович Дегтярёв (19 августа 1920, Ставрополь-Кавказский, Ставропольский  уезд, Ставропольская губерния, РСФСР — 16 октября 1993, Киев, Украина) — советский государственный и партийный деятель. Первый секретарь Донецкого обкома КП Украины (1963—1976).

## Биография

### Ранние годы

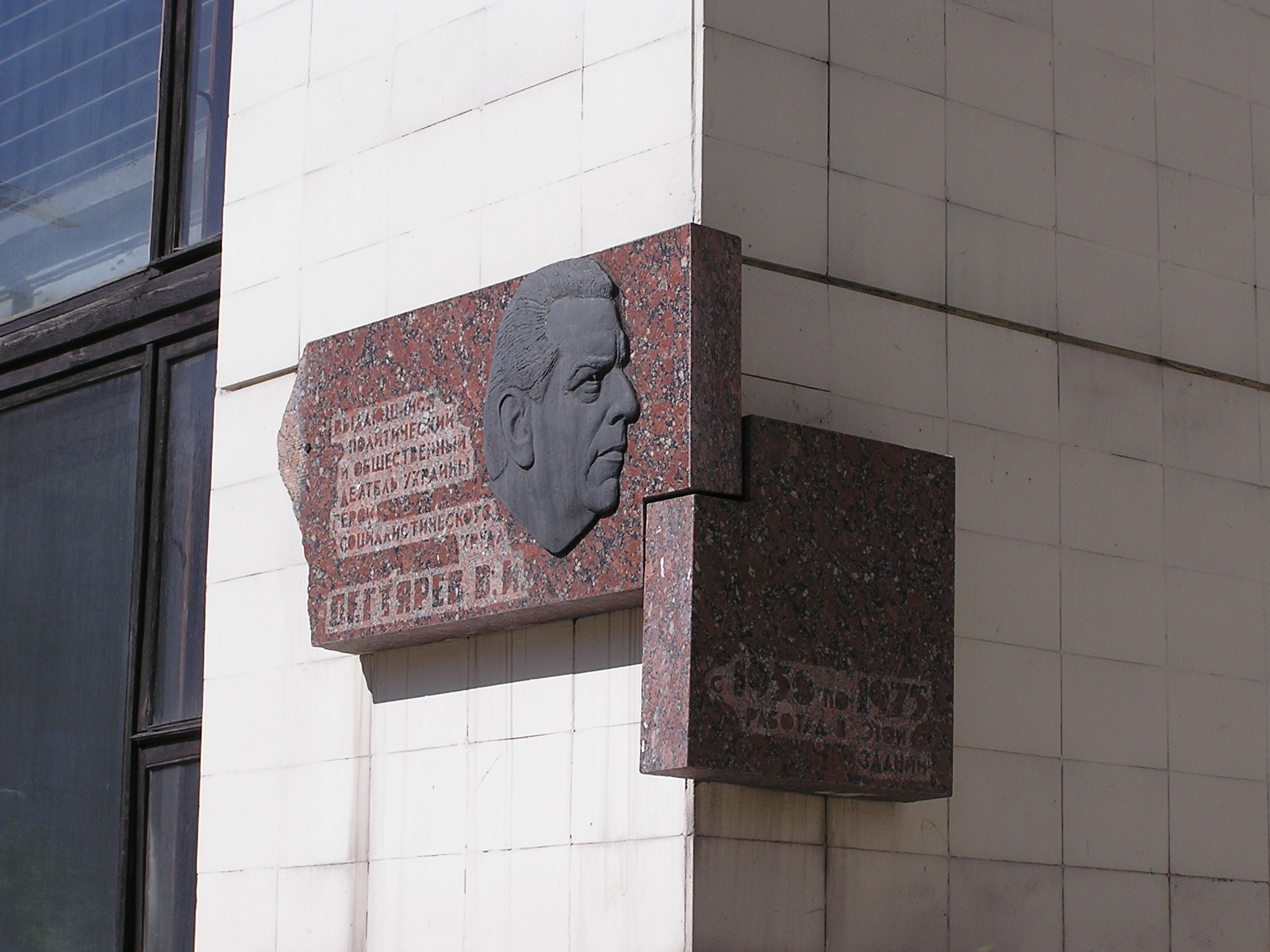
Мемориальная табличка на здании Ворошиловского исполкома

Родился 19 августа 1920 в городе Ставрополь-Кавказский ныне Ставропольского края, в семье рабочего. После окончания школы в 1938 году поступил в Московский горный институт, который окончил в 1942 году. Член ВКП(б)/КПСС с 1945 года.

### Трудовая деятельность
По окончании института был направлен работать по специальности. В 1942—1944 гг. — начальник участка шахты № 7 треста «Хакассуголь» (Черногорск, Красноярского края).

#### Инженер-новатор
После освобождения Донбасса Дегтярёва направляют на восстановление угольной промышленности. В 1944—1948 гг. он — начальник участка, помощник главного инженера шахты «Нежданная» треста «Шахтантрацит», главный инженер шахты № 15-16 треста «Гуковуголь» (Ростовская область).
В 1948 году 28-летнего Дегтярёва назначили главным инженером одной из старейших шахт Донбасса: № 1 («Центральная») треста «Чистяковантрацит» в г. Чистяково. Эту шахту нужно было восстановить и вывести на новые объёмы  производства.  Здесь в 1948 г. под руководством Владимира Ивановича впервые были проведены испытания угольного комбайна «Донбасс», чем было положено начало развитию механизации и автоматизации добычи угля.

#### Хозяйственный руководитель
В 1950 г. Владимир Иванович возглавил коллектив «Центральной», где внедрил  цикличную организацию труда, привлёк и закрепил на шахте молодёжь, наладил обмен опытом с лучшими угольными предприятиями Чистяково-Снежнянского угольного района, сделав в конце концов  «Центральную» одной из лучших в области.
В 1953 г. В. Дегтярёва назначили управляющим трестом «Чистяковантрацит», в который входило более 10 шахт. Наряду с решением производственных задач необходимо было развивать социальную сферу: строить жилье, социально-культурные объекты и дороги, развивать коммунальную сферу. В это время в шахтёрских городах и посёлках Донбасса на одного человека приходилось 3-4 кв. м жилья, не были проложены водопровод и канализация, посёлки не были соединены дорогами. Не хватало больниц: в 1950 г. по г. Сталино на 1000 рабочих имелось 8,3 мест в стационарах, а в 1955 г. - 6,4, по области - 7,6. Дегтярёв сумел объединить разрозненные документы по развитию региона в программу из 58 пунктов, принятую после посещения региона первым секретарём ЦК КПСС Н.С. Хрущёвым в августе 1956 года. 
Указом Президиума Верховного Совета СССР от 26 апреля 1957 года удостоен звания Героя Социалистического Труда за «выдающиеся успехи, достигнутые в деле развития угольной промышленности в годы пятой пятилетки и в 1956 году» с вручением ордена Ленина и золотой медали «Серп и Молот».
Наряду с угледобычей и развитием социальной сферы Дегтярёв успешно развивал сельскохозяйственное производство на орошаемых землях, для чего были построены оросительные каналы от реки Миус.

#### В ответе за развитие Донбасса
В 1957 году Владимира Ивановича выдвинули на партийную работу: он был избран секретарём Сталинского областного комитета КП Украины.
По его инициативе в регионе начали поощрять строительство индивидуальных домов, благоустраивать города и поселки, обеспечивая их водопроводными сетями и газоснабжением. Строились автомобильные дороги с твёрдым покрытием, был утвержден план создания и развития зелёных зон Донбасса.
Понимая важность современных технологий, Владимир Иванович начал создавать единый научно-технический и производственный центр Донбасса. С 1958 по 1960 гг. в регионе было организовано 39 специализированных проектно-конструкторских отделов, 7 заводских бюро и лабораторий по механизации и автоматизации, 72 отдела, бюро и лаборатории по развитию техники, 37 экспериментальных лабораторий по экономике производства, проектно-конструкторские группы на всех шахтах и соответствующие отделы в трестах.
В 1959 г. в Донецк из Харькова был переведён институт советской торговли. В 1960 г. крупнейший в  области Сталинский ордена Трудового Красного Знамени индустриальный институт был реорганизован в Сталинский политехнический институт.  Однако научных кадров не хватало.
Однако объективный анализ научного потенциала Донбасса в начале 60-х годов свидетельствовал о серьёзных проблемах, имеющихся в научном обеспечении производительных сил региона. Неудовлетворительное положение сложилось в планировании и осуществлении подготовки научных кадров высшей квалификации - докторов наук. В начале 1962 г. в вузах и НИИ области работало всего лишь около 30 докторов наук (из них 14 - в медицинском, 13 - в политехническом институтах). Не было ни одного доктора физико-математических, химических, экономических, философских, исторических, филологических наук. Невысоким оставался уровень научных исследований в фундаментальных науках, а только они были способны дать подпитку индустрии и технологиям. Дегтярёв поставил задачу создания Донецкого научного центра Академии наук Украины, для которого были выделены значительные ресурсы. Только для приёма ученых, создания  и оснащения лабораторий потребовалось более 20 тыс. кв. м лабораторных и вспомогательных площадей, более 400 квартир, аспирантское общежитие. Началось строительство академгородка и Донецкого ботанического сада, для которого  в восточной части Донецка на границе с Макеевкой было выделено 275,5 гектаров земель «Зеленстроя».

#### Лидер передового промышленного региона
В марте 1962 года с изменением структуры управления народным хозяйством и созданием совнархозов Дегтярёв возглавил  Донецкий областной СНХ. В это время Донецкий экономический административный район обеспечивал около 20% всесоюзного производства чёрной металлургии и каменного угля, свыше 25% кокса. В регионе  работали предприятия тяжёлого машиностроения, выпускавшие металлургическое, кузнечно-прессовое оборудование, выполнявшие оборонные и космические заказы. Донецкий СНХ обеспечивал Украинской ССР 52,9% угля, до 90% флюсов и огнеупорного сырья, 43,2% чугуна, 37,3% стали, 40,4% проката, 46,2% кокса, 46,7% цемента.
Во главе СНХ Дегтярёв сосредоточился на том, чтобы преодолеть наметившееся серьёзное отставание угольной отрасли и пищевой промышленности. В угледобыче главным техническим направлением стала модернизация с внедрением индустриальных методов строительства и механизации горных работ, для чего требовалось также развернуть выпуск оборудования.
Решением ноябрьского 1962 г. Пленума ЦК КПСС в марте 1963 г. был создан  Высший совет народного хозяйства, а хозяйственные субъекты укрупнены: на  Украине вместо 14 появилось 7 укрупненных совнархозов. К Донецкому СНХ присоединили Луганский и часть предприятий  Крымской области, сделав его крупнейшим на Украине и одним из 5 наиболее мощных индустриальных центров СССР. В его ведении оказалось 1068 промышленных предприятий, на которых трудилось более трети рабочих республики. Донецкий экономический район стал добывать 6олее полумиллиона тонн угля в сутки, что составляло 90 % добычи Украины и треть по Союзу.
На основе опыта, полученного в Чистяково-Снежнянском районе в 1950-е годы Дегтярёв инициировал развитие орошаемого земледелия на территории всей Донецкой области, благодаря которому в 1963 г. впервые за всю историю регион собрал 350 тыс. т свежих овощей.
Поскольку Пленум также провёл партийную реформу, разделив руководство хозяйством по производственному принципу -   промышленному и сельскохозяйственному,  В. И. Дегтярёв, сменил должность председателя Совета народного хозяйства Донецкого экономического района на место первого секретаря Донецкого промышленного обкома Компартии Украины.

#### Первый секретарь обкома
В 1964 году В.И. Дегтярёв был избран  первым секретарём Донецкого областного комитета КП Украины.
В  сентябре 1965 г. был открыт Донецкий государственный университет.
В декабре 1965 г. был создан  Донецкий научный центр Академии наук УССР  в составе: физико-технического института АН УССР, Донецкого отделения экономико-промышленных исследований Института экономики АН УССР, Донецкого вычислительного центра АН УССР и Ботанического сада АН УССР. К этому моменту в Донецке действовал 21 научно-исследовательский и проектный институт, 22 высших и средних специальных учебных заведения, сделавших промышленный город стал научным центром республиканского и союзного значения, заложившим основу для реализации активной политики новаций и преобразований.
Если весь жилищный фонд  области в 1940 г. насчитывал 10,8 млн. кв. м, а в 1943 г.  из-за военных разрушений он снизился до 5,6 млн. кв. м., то к 1966 г. он вырос до 33,6 млн. кв. м. С 1958 по 1967 гг., протяжённость заасфальтированных дорог выросла вдвое, освещаемых улиц - в 2,4 раза, площадь зелёных насаждений   — в 3,3 раза. Разрослась сеть  общественного электротранспорта: за годы семилетки протяжённость трамвайных путей увеличилась на 118,3 км (+ 40 %), троллейбусных  — практически удвоилась: на 38,7 км.
Чтобы решить «вечную» в Донбассе проблему занятости женщин, открыли фабрику игрушек, хлопчатобумажный комбинат и другие предприятия с преимущественно женским трудом. Для обеспечения строительных работ развивали индустрию стройматериалов: кирпичные заводы, Амвросиевский цементный комбинат.
В октябре 1968 г. Владимир Иванович инициировал программу развития  собственного мясомолочного, зернового и овощного производства в области, которая к середине 1970-х годов  позволила области обеспечивать себя сельскохозяйственной продукцией, а в 1978 г. получить рекордный валовой сбор зерна - 2,66 млн. т.

#### Новаторство
В. Дегтярёву удалось привлечь высшее руководство АН СССР к научному обеспечению угольной отрасли, которой уделялось не меньше внимания, чем космической. Шахты и НИИ Донецка посещали президент АН СССР М. В. Келдыш и президент АН УССР Б. Е. Патон. В 1967 г. на Всемирной выставке в Монреале «Экспо-67» Донецк отвечал за раздел «Угольная промышленность», представив на шестиметровом поворотном круге панораму современной шахты, технически разработанную учёными Донецка. В 1975 г. в Донецкой области работали 99 научно-исследовательских и проектно-конструкторских учреждений и вузов, в которых трудилось 46580 сотрудников, в том числе 12535 научных работников, 191 доктор наук, 2517 кандидатов наук.
Доклад Дегтярёва на ХХIV съезде КПСС задал траекторию будущего развития угольной промышленности, на основе которой 29 июня 1971 г. было принято Постановление ЦК КПСС и Совета Министров СССР № 473 «О мерах по дальнейшему развитию угольной промышленности Донецкого бассейна». Выделенные правительством значительные финансовые средства обеспечили ввод новых мощностей и рост добычи угля на 30 млн. т в год и преодоление к середине 1970-х годов рубежа в 100 млн. т добычи угля в год, что значительно превосходит современные объемы добычи топлива на территории всей Украины.
В. Дегтярев понимал ценность развития культуры и спорта. Он предотвратил промышленную разработку уникального исторического и природного объекта — Святогорских меловых гор. В области строились многочисленные спортивные сооружения, гордостью дончан стала футбольная команда «Шахтёр».
Усилиями жителей края на востоке Украины вырос город, который в 1970 г. ЮНЕСКО признал лучшим промышленным центром мира.

#### Последние годы жизни
В 1976—1987 гг. В.И. Дегтярёв — председатель Государственного комитета по надзору за безопасным ведением работ в промышленности и горному надзору при СМ Украинской ССР.
С января 1987 г. на пенсии.
Умер 16 октября 1993 года. Похоронен в Киеве на Байковом кладбище.

## Общественная деятельность
В.И. Дегтярёв вступил в ВКП (б) в 1945 году.
Член ЦК КПСС (1966—1976). Депутат Верховного Совета СССР 6-9 созывов. Член ЦК КП Украины (1966—1976), член Политбюро ЦК КП Украины (1971—1976).

## Память
- В 1995 году в честь 75-летия В. И. Дегтярёва его именем была названа Шахтёрская площадь в городе Донецке[2].
- 21 ноября 2001 года в Киевском районе Донецка был установлен памятник Дегтярёву.
- На здании Ворошиловской районной в городе Донецке администрации, в котором располагался Донецкий обком партии, где находился кабинет Дегтярёва, установлена мемориальная табличка.
- В Донецке мемориальная табличка установлена на здании магазина «Дончанка».

## Награды
- орден Трудового Красного Знамени (1947)
- Герой Социалистического Труда (1957)
- 4 ордена Ленина (1957, 1966, 1970, 1973)
- орден Дружбы Народов